# North Shore (Kalifornija)
North Shore je naseljeno područje za statističke svrhe u američkoj saveznoj državi Kalifornija. Prema popisu stanovništva iz 2010. u njemu je živjelo 3.477 stanovnika.